# Иззеддин Салтук II
Иззеддин Салтук II (тур. II. İzzeddin Saltuk; ум. 1168) — правитель бейлика Салтукогуллары с 1131/32 по 1168 год. Салтук был сыном правителя бейлика эмира Али и внуком основателя бейлика, Иззеддина Салтука I.
Салтук признавал себя вассалом сельджукских султанов и участвовал в войнах мусульманских эмиров Восточной Анатолии с грузинскими царями Деметре I и Георгием III. В 1153/54 году он попал в плен к Деметре и был выкуплен за 100 тысяч динаров.

## Биография
Салтук был сыном правителя бейлика Салтукогуллары эмира Али и внуком основателя бейлика, Иззеддина Салтука I. После смерти эмира Али в 1123 (?) году править бейликом стал его брат Абуль-Музаффер Зияэддин Гази. После смерти Зияэддина Гази правителем стал его племянник Иззеддин Салтук II. Турецкий историк Ф. Сюмер полагал, что неизвестно, когда Иззеддин Салтук стал эмиром, самые ранние сведения о Салтуке в источниках относятся к 1148/49 году, а монеты династии не датированы. Однако, поскольку хронист из Алеппо аль-Азими утверждал, что «Гази умер» в 1131/32 году, исследователи датируют начало правления Салтука 1131/32 годом.
Хотя Салтук II правил 36 лет, о нём сохранилось очень мало информации в источниках. В период правления Салтука, в 1135/36 году, в Эрзуруме произошло сильное землетрясение, причинившее большие разрушения. Иззеддин Салтук заключил союз с Ахлатшахами и Дилмачогуллары, пытался укрепить эти союзы. Одну из своих дочерей, Шах-Бану, он выдал замуж за Ахлат-шаха Сукмана II. В 1148/49 году, по сообщению Ибн аль-Азрака и Ибн аль-Асира, дочь Иззеддина Салтука, жена Сукмана II приехала в Хисн-Кейфу на пути в хадж, но ей пришлось вернуться в Ахлат. То есть этот брак был заключён до 1148/49 года. Вторая дочь Салтука была помолвлена с правителем Ани Шеддадидом Фахреддином, но отец отдал её, по словам Ибн аль Азрака, Фахреддину Девлет-Шаху (турецкие историки О. Туран и Ф. Сюмер полагали, что её мужем был другой сын бея Эрзена Тогана Арслана — Курти-бей или Якут Арслан). Получивший отказ эмир Ани, решил отомстить. В 1153/54 году он отправил к Салтуку посла и заявил, что у него нет сил защищать Ани от грузин, и что он хочет поступить к Салтуку на службу, передав ему город. Одновременно он предложил передать город царю Деметре I, заключив с ним сделку против Салтука. Эмир прибыл к Ани, не подозревая о ловушке. Деметре напал на воинов Салтука и перебил большинство из них, а остальных взял в плен, в том числе и эмира. Сукман II (зять) и Артукид Неджмеддин Алпы, двоюродный брат Салтука, отправили за него выкуп в размере 100 тысяч динаров. Дочь Салтука Шах-Бану сыграла важную роль в сборе этих денег. Вернувшемуся из плена Салтуку пришлось заплатить большой выкуп, чтобы освободить других пленников. Но, несмотря на эту победу, грузинам не удалось захватить Ани. В 1155 году они сместили Фахреддина и отдали город его брату Фазлуну. В 1161 году Георгий III победил Фазлуна в 1161 году и захватил Ани. Когда царь покинул город, оставив в нём наместника, эмиры Сукман, Салтук, Неджмеддин Алпы, Девлетшах и некоторые другие объединились и осадили Ани в августе 1161 года. Георгий быстро вернулся к городу. В этот раз Салтук предал союзников. Он или тайно покинул лагерь прямо перед началом битвы, не сообщив об этом другим беям, или отступил в самый разгар битвы. Возможно, его уход был связан с тем, что он в плену поклялся никогда больше не воевать против Деметре и его детей. Также могло существовать тайное соглашение между Салтуком и Георгием. Мусульмане потерпели поражение, их было много убито, девять тысяч человек попало в плен. Сукман смог бежать лишь с 400 всадниками. Известно, что среди пленников был брат Шах-бану Бедреддин (сын Иззеддина Салтука). После отступления Салтук окружил поселения между Карсом и Эрзурумом стенами, чтобы обезопасить их от возможного нападения на них грузин. У соседних беев Салтук потерял доверие, поэтому стал склоняться к сельджукам и договорился отдать свою дочь сыну Месуда Кылыч-Арслану. Но, когда невеста проезжала Малатью, Ягибасан Данышмендид похитил её и выдал замуж за Данышмендида Зюннуна (1160), правителя Кайсери (чтобы расторгнуть её брак с Кылыч-Арсланом и заключить новый брак, девушку принудили сначала сменить веру, а потом опять принять ислам). Это спровоцировало войну между сельджуками Рума и Данышмендидами.
В 1162 году грузины взяли Карс, вторглись в Двин, перебили жителей, сожгли мечети и дома и вернулись в Тбилиси. Они осадили Гянджу, вырезали мусульман и взяли в плен 30 тысяч человек. Атабек Шамс ад-Дин Ильдегиз, Сукман, Салтук, эмир Мераге ибн Аксунгур и иракский сельджукский султан Арсланшах собрались в Гяндже. В конце войны, длившейся более месяца, мусульмане одержали победу, царский лагерь и обозы были разграблены (1163). Согласно Ибн аль-Азраку, Салтук умер в апреле 1168 года.
Недатированная монета, отчеканенная при Салтуке, содержит имя иракского сельджукского султана Месуда, сына Мухаммеда Тапара, что свидетельствует о признании им себя сельджукским вассалом.

## Семья
Сыновья:
- Насыреддин Мухаммед, правитель бейлика в 1168—1191 годах[1];
- Бедреддин[12];

Дочери:
- Шах-Бану; муж — Сукман II Шах-Армен[7],
- Дочь; муж — сын Тогана Арслана (Фахреддин Девлет-Шах[7], Курти-бей или Якут Арслан[9][1]).
- Дочь; муж — Данышмендид Зюннун[7].
- Мама-хатун[17].